# Желтушка вилюйская
Желтушка вилюйская (лат. Colias viluiensis) — дневная бабочка из рода Colias семейства желтушки. Таксон может рассматриваться в ранге самостоятельного вида, либо в качестве подвида Colias hecla.

## Описание
Длина переднего крыла 18—23 мм. Крылья самца сверху оранжевого цвета с тёмной краевой каймой, более узкой на задних крыльях (у самки на кайме проходит ряд жёлтых пятен). Цвет жилок почти не отличим от общего фона крыльев. В отличие от близкого восточно-сибирского таксона Colias hyperborea у самца отсутствуют яркие оранжевые андрокониальные поля у корня задних крыльев. Самки имеют две цветовые формы: оранжево-красную и оранжево-жёлтую. Задние крылья самок сверху с резко выделяющимся оранжевым пятном.

## Ареал
Плато Путорана, Якутия, Магаданская область, Прибайкалье, Забайкалье, Буреинский хребет, Северо-Восточная Монголия, возможно Северо-Восточный Китай.

## Биология
Бабочки населяют остепненные склоны, луговые участки в лиственничных лесах и на склонах южной экспозиции, горные луга и тундры. Развивается в одном поколении за год. Время лёта с конца июня до конца июля. В отличие от близкого вида Colias heos, реже присаживаются на цветы. Предпочитают цветки растений семейства бобовых, на которых развиваются гусеницы.